# Skye (chanteuse)
Pour les articles homonymes, voir Skye.
Skye, de son vrai nom Élodie Legros, est née en Basse-Normandie en 1977. Chanteuse, auteure-compositrice et guitariste française, elle se produit régulièrement sur scène en guitare/voix.
Elle a la particularité de jouer avec une guitare de droitier alors qu'elle est gauchère (elle tient donc la guitare à l'envers, cordes graves en bas).

## Biographie
Jusqu'en 2002, elle était l'une des chanteuses du groupe Dun Leia avec Katel. Le pseudonyme de Skye vient du fait qu'elle affectionne particulièrement l'ile de Skye.
Son premier album solo Impressionnable est sorti en 2003 chez Naïve. Composé de 14 titres originaux de la plume de l'artiste, produit par le guitariste Jean-Michel Kajdan. Son second album solo Appaloosa est sorti en 2007, toujours produit par Jean-Michel Kajdan et composé par Skye. Celui-ci est composé de 12 titres (dont Aimer tant et Sourire). Les pochettes de ces deux albums ont été réalisées par le réalisateur et photographe Maxime Ruiz, auteur également de celles de Francis Cabrel ou Claude Nougaro.
Elle a également fait la première partie d'artistes comme Alain Chamfort qui l'invite à chanter sur son DVD Impromptu aux Jardins du Luxembourg, puis en duo à l'émission Taratata (en 2005) ou encore Abd El Malik.
Guitariste et choriste de Christophe Willem, il l’emmène avec lui sur sa première tournée Inventaire en 2007/2008 pendant laquelle ils reprennent sa chanson Aimer tant. Puis ils partent à Londres pour préparer l’album Caféine (sorti en 2009), sur lequel elle écrit la quasi-totalité des textes (dont les singles Berlin et Entre nous et le sol). Ensemble, ils vont également composer plusieurs titres, dont Trash, un duo remarqué à l'émission Taratata en 2009.
Uniquement composé de reprises (guitare voix) dont Bidonville de Claude Nougaro, son troisième album All My Tears est sorti le 16 mars 2009.
Après une tournée des Zénith en première partie de Christophe Willem en 2010, elle repart pour son propre tour.

### Sirius Plan

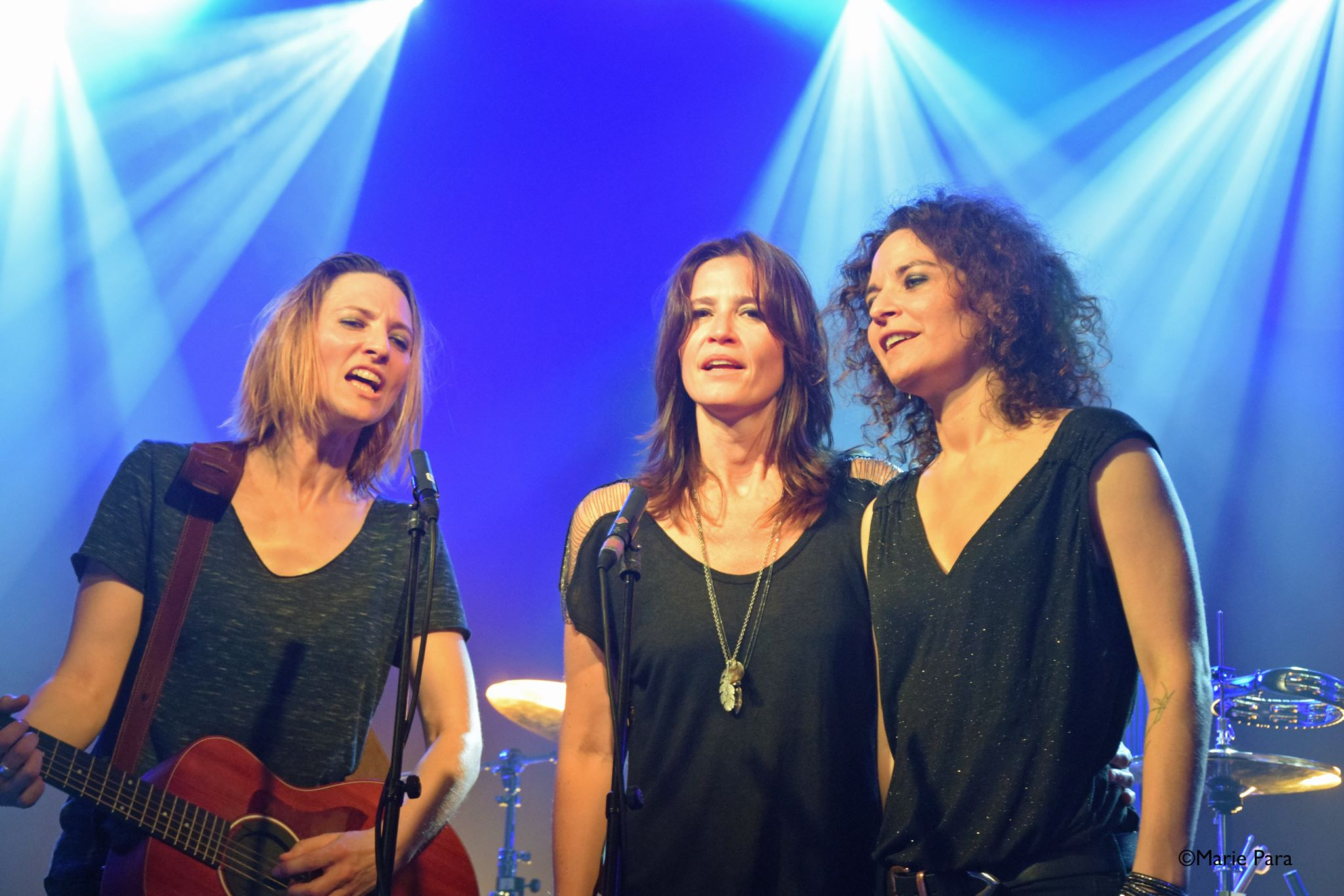
Sirius Plan (2016)

Depuis 2011, Skye fait également partie du trio Sirius Plan composé de Skye, Claire Joseph et Gaëlle Mievis.
Elles participent au concours Talent Acoustic 2011 et arrivent 2e sur 525 candidats. Elles y interprètent le titre L'ailleurs m'attend. Elles sortent un EP de 5 titres en 2012.
En 2013, elles participent à Premières rencontres, premier album de reprises de Sophie-Tith, la gagnante de la neuvième saison de Nouvelle Star,. Elles sont présentes la même année sur le neuvième album d'Aldebert, Enfantillages 2. Elles y interprètent la chanson Range ta piaule. Enfin, elles font les chœurs sur deux titres de La Tournure des choses, le sixième album de Clarika. Au printemps 2013, elles sont désignées « découverte francophone » avec leur chanson L’ailleurs m’attend par la radio belge VivaCité de la RTBF.
Tout en assurant les premières parties de Laurent Voulzy, Emmanuel Moire et Louis Bertignac, elles enregistrent leur premier album Dog River Sessions en Alabama en 2014. Le premier single Du rose dans les veines sort au printemps 2015. L'album est édité à l'automne,. En 2018 sort un 2e EP Unity puis le groupe se sépare.

### Pur-Sang
En 2018, Skye crée avec Claire Joseph le duo Pur-Sang et sort un EP éponyme.

## Discographie

### Album en solo
- 2003 : Impressionnable
- 2007 : Appaloosa
- 2009 : All My Tears part I
- 2009 : All My Tears part II

### Avec Sirius Plan
- 2012 : Sirius Plan, EP
- 2015 : Dog River Sessions
- 2018 : Unity, EP

### Avec Pur-Sang
- 2018 : Pur-sang, EP